# 3178 Yoshitsune
3178 Yoshitsune eller 1984 WA är en asteroid i huvudbältet som upptäcktes den 21 november 1984 av de båda japanska astronomerna Takeshi Urata och Kenzo Suzuki i Toyota. Den är uppkallad efter japanen Minamoto no Yoshitsune.
Asteroiden har en diameter på ungefär 14 kilometer.